# Yuliya Bakastova
Yuliya Bakastova (en ucraniano: Юлія Бакастова; 26 de junio de 1996) es una deportista ucraniana que compite en esgrima, especialista en la modalidad de sable.
Participó en los Juegos Olímpicos de París 2024, obteniendo una medalla de oro en la prueba por equipos (junto con Alina Komashchuk, Olha Jarlan y Olena Kravatska).
Ganó tres medallas en el Campeonato Europeo de Esgrima entre los años 2018 y 2024, en la prueba por equipos.

## Palmarés internacional
| Juegos Olímpicos   | Juegos Olímpicos  | Juegos Olímpicos  | Juegos Olímpicos  |
| Año                | Lugar             | Medalla           | Prueba            |
| ------------------ | ----------------- | ----------------- | ----------------- |
| 2024               | París (Francia)   | Medalla de oro    | Sable por equipos |
| Campeonato Europeo |                   |                   |                   |
| Año                | Lugar             | Medalla           | Prueba            |
| 2018               | Novi Sad (Serbia) | Medalla de plata  | Sable por equipos |
| 2022               | Antalya (Turquía) | Medalla de bronce | Sable por equipos |
| 2024               | Basilea (Suiza)   | Medalla de plata  | Sable por equipos |